# واميكا غابي
واميكا غابي هي ممثلة هندية ولدت في 29 سبتمبر 1993.

## وصلات خارجية
- واميكا غابي على موقع IMDb (الإنجليزية)
- واميكا غابي على موقع قاعدة بيانات الأفلام العربية
- واميكا غابي على موقع قاعدة بيانات الفيلم (الإنجليزية)